# وسلیکو تریوونوویچ
وسلیکو تریوونوویچ (صربی: Veseljko Trivunović؛ زادهٔ ۱۳ ژانویهٔ ۱۹۸۰) بازیکن سابق و مربی فوتبال اهل صربستان است.
از باشگاه‌هایی که در آن بازی کرده‌است می‌توان به باشگاه فوتبال وویوودینا، باشگاه فوتبال قبله، باشگاه فوتبال ستاره سرخ بلگراد، و باشگاه فوتبال بئوگراد اشاره کرد.
وی همچنین در تیم ملی فوتبال صربستان بازی کرده‌است.